# Director supremo de las Provincias Unidas del Río de la Plata
El director supremo de las Provincias Unidas del Río de la Plata fue el poder ejecutivo unipersonal creado el 31 de enero de 1814 por la Asamblea del Año XIII para las Provincias Unidas del Río de la Plata, de acuerdo al cual un director supremo ejercía el gobierno por un mandato de dos años. 
A diferencia de los gobiernos que tuvieron lugar tras la Revolución de Mayo la autoridad era ejercida por una sola persona en lugar de un grupo de personas, procurándose así hacer frente a la amenaza del Ejército Realista, agravada por enfrentamientos internos patriotas. El título no tenía las características propias de un sistema presidencial.
Comúnmente conocido como el nombre institucional de Directorio, con el fin de evitar los abusos de poder, debía estar integrado además por un Consejo de Estado compuesto por 7 personas, y responder ante un Congreso destinado a ejercer funciones legislativas.

## Creación del Directorio
En septiembre de 1813, la Asamblea del Año XIII decidió suspender sus sesiones, facultando

al Poder Ejecutivo de obrar con absoluta independencia, con plenos poderes, con la única obligación de dar cuenta a la Asamblea en su primera sesión de las medidas extraordinarias que hubiese tomado.

El 1.º de octubre se facultó a cinco diputados para convocar a la Asamblea solo en caso de gravedad y por asuntos urgentes, manteniendo así las facultades otorgadas al Poder Ejecutivo.
A pedido del Poder Ejecutivo, en enero de 1814, se convocó a los diputados para sesionar. El Triunvirato, dirigiéndose a la Asamblea expresó:

La experiencia de mando y el conocimiento inmediato de nuestras transacciones han enseñado a este gobierno a dar el impulso que requieren nuestras empresas, y el tono de nuestros negocios exigen, la concentración del poder en una sola mano (...).
Triunvirato, 1814.

Luego de extensos debates, la Asamblea reformó -el 26 de enero de 1814- el Poder Ejecutivo creando el Directorio.

## Lista de directores supremos
| #   | Imagen | Director supremo                        | Inicio               | Término               | Notas |
| --- | ------ | --------------------------------------- | -------------------- | --------------------- | --- |
| 1.º |        | Gervasio Antonio de Posadas (1757-1833) | 22 de enero de 1814  | 9 de enero de 1815    | • Nombrado por la Asamblea del Año XIII • Guerra de Independencia: Combate de Martín García (1814) • Guerra entre Artigas y el Directorio (federales y centralistas) • Conquista de Montevideo a los realistas • Crisis por la dirección del Ejército del Norte • Renuncia |
| 2.º |        | Carlos María de Alvear (1789-1852)      | 10 de enero de 1815  | 15 de abril de 1815   | • Numerosos conflictos con mandos militares y políticos • Fracaso ante los federales • Negocia el protectorado británico • Renuncia y huye a Brasil |
| 3.º |        | José Rondeau (1773-1844) interino       | 20 de abril de 1815  | 21 de abril de 1815   | |
| 4.º |        | Ignacio Álvarez Thomas (1787-1857)      | 20 de abril de 1815  | 16 de abril de 1816   | • Se inicia el Congreso de Tucumán • Los federales crean la Liga Federal • Derrota del Ejército del Norte frente a los realistas |
| 5.º |        | Antonio González Balcarce (1774-1819)   | 16 de abril de 1816  | 3 de mayo de 1816     | |
| 6.º |        | Juan Martín de Pueyrredón (1777-1850)   | 3 de mayo de 1816    | 11 de junio de 1819   | • Declaración de independencia de la Argentina (9 de julio) • Invasión luso-brasileña de la Banda Oriental • Cruce de los Andes del Ejército de los Andes • Constitución argentina de 1819 • Guerra civil entre el Directorio y Artigas • Renuncia                         |
| 7.º |        | José Rondeau (1773-1844)                | 11 de junio de 1819  | 1 de febrero de 1820  | • Revueltas federales y militares • Batalla de Cepeda (1820) • Derrotado, renuncia al cargo. |
| 8.º |        | Juan Pedro Aguirre (1781-1837) interino | 1 de febrero de 1820 | 11 de febrero de 1820 | • Fin del Directorio • Disolución del Congreso • Comienza la Anarquía del Año XX |

Después de la renuncia de José Rondeau, provocada por la derrota en la Batalla de Cepeda, asumió interinamente Juan Pedro Aguirre, quien no pudo retener su cargo, por lo que el Congreso se disolvió y el Cabildo asumió el mando de la ciudad y la provincia de Buenos Aires. Con la disolución del Congreso se inició la llamada Anarquía del Año XX. Días después designó una Junta de Representantes que tuvo como misión nombrar al nuevo gobernador.
A partir de allí, con la carencia de una constitución que regulara la organización del país, la conducción de la Provincias Unidas del Río de la Plata fue ejercida en forma fáctica por los gobernadores bonaerenses. Legalmente solo se encargaron de las relaciones exteriores, pero el manejo del puerto de Buenos Aires les permitió ejercer una fuerte presión política sobre las provincias del interior.